# Tommi Nikunen
Tommi Antero Nikunen (ur. 10 grudnia 1973 w Kouvola) – fiński skoczek narciarski i trener.

## Życiorys
Dwukrotnie plasował się na czwartej pozycji w mistrzostwach Finlandii w skokach narciarskich. 4 marca 1990 zadebiutował w zawodach z cyklu Pucharu Świata, które wówczas odbyły się na normalnej skoczni w Lahti, w Finlandii. Zajął 71. miejsce. W sumie czterokrotnie występował w zawodach Pucharu Świata, za każdym razem w Lahti. Największym jego osiągnięciem było zajęcie 45. miejsca podczas zawodów Pucharu Świata na dużej skoczni w Lahti, 3 marca 1991.
W 1998 powołano go na trenera kadry B drużyny kombinatorów norweskich, prowadził ją aż do 2000, kiedy to został trenerem narodowej reprezentacji w tej dyscyplinie. Odpowiedzialny był w szczególności za skoki narciarskie. Pod opieką Nikunena zespół Finlandii w kombinacji norweskiej odniósł duże sukcesy na igrzyskach w Salt Lake City w 2002, zdobywając złoty medal w drużynie. To między innymi dzięki niemu Samppa Lajunen zdobył trzy złote medale na igrzyskach w Salt Lake City w 2002.
W 2002 został trenerem pierwszej reprezentacji Finlandii w skokach narciarskich. Za jego kadencji jego podopieczni zdobyli między innymi drużynowe mistrzostwo świata w Val di Fiemme w 2003 (Janne Ahonen, Tami Kiuru, Arttu Lappi i Matti Hautamäki) oraz wicemistrzostwo olimpijskie w Salt Lake City w 2002 (Matti Hautamäki, Janne Ahonen, Risto Jussilainen i Veli-Matti Lindström), przegrywając ze złotymi medalistami – drużyną niemiecką – o 0,1 punktu. Z fińską kadrą rozstał się w 2008 i został dyrektorem wykonawczym Lahden Hiihtoseura.
Sukcesy podopiecznych Nikunena w Finlandii w latach 2002–2008 (chronologicznie)
| Medal | Zawodnik        | Zawody                   | Rok  |
| ----- | --------------- | ------------------------ | ---- |
|       | Janne Ahonen    | Turniej Czterech Skoczni | 2003 |
|       | Matti Hautamäki | Mistrzostwa świata       | 2003 |
|       | Finlandia       | Mistrzostwa świata       | 2003 |
|       | Matti Hautamäki | PŚ w lotach              | 2003 |
|       | Finlandia       | Puchar Narodów           | 2003 |
|       | Janne Ahonen    | MŚ w lotach              | 2004 |
|       | Tami Kiuru      | MŚ w lotach              | 2004 |
|       | Finlandia       | MŚ w lotach              | 2004 |
|       | Janne Ahonen    | Puchar Świata            | 2004 |
|       | Janne Ahonen    | PŚ w lotach              | 2004 |
|       | Finlandia       | Puchar Narodów           | 2004 |
|       | Janne Ahonen    | Turniej Czterech Skoczni | 2005 |
|       | Janne Ahonen    | Mistrzostwa świata       | 2005 |
|       | Janne Ahonen    | Mistrzostwa świata       | 2005 |
|       | Finlandia       | Mistrzostwa świata       | 2005 |
|       | Janne Ahonen    | Puchar Świata            | 2005 |
|       | Matti Hautamäki | Puchar Świata            | 2005 |
|       | Matti Hautamäki | PŚ w lotach              | 2005 |
|       | Finlandia       | Puchar Narodów           | 2005 |
|       | Janne Ahonen    | Turniej Czterech Skoczni | 2006 |
|       | Finlandia       | MŚ w lotach              | 2006 |
|       | Matti Hautamäki | Igrzyska olimpijskie     | 2006 |
|       | Finlandia       | Igrzyska olimpijskie     | 2006 |
|       | Janne Ahonen    | Puchar Świata            | 2006 |
|       | Janne Happonen  | PŚ w lotach              | 2006 |
|       | Finlandia       | Puchar Narodów           | 2006 |
|       | Harri Olli      | Mistrzostwa świata       | 2007 |
|       | Janne Ahonen    | Turniej Czterech Skoczni | 2008 |
|       | Janne Ahonen    | MŚ w lotach              | 2008 |
|       | Finlandia       | MŚ w lotach              | 2008 |
|       | Janne Ahonen    | Puchar Świata            | 2008 |
|       | Janne Ahonen    | PŚ w lotach              | 2008 |
|       | Finlandia       | Puchar Narodów           | 2008 |

Ukończył studia na Uniwersytecie w Jyväskylä, na kierunku wychowanie fizyczne. 7 lipca 2007 ożenił się z fińską modelką Miią Lakkisto, z którą rozwiódł się w październiku 2012.

## Puchar Świata

### Miejsca w poszczególnych konkursach indywidualnychPucharu Świata
| Źródło | Źródło      | Źródło      | Źródło      | Źródło     | Źródło                 | Źródło     | Źródło                 | Źródło    | Źródło        | Źródło    | Źródło          | Źródło          | Źródło       | Źródło | Źródło       | Źródło    | Źródło    | Źródło | Źródło          | Źródło       | Źródło              | Źródło  | Źródło  | Źródło  | Źródło | Źródło | Źródło | Źródło | Źródło | Źródło | Źródło | Źródło | Źródło | Źródło | Źródło | Źródło | Źródło | Źródło | Źródło | Źródło | Źródło | Źródło | Źródło | Źródło | Źródło | Źródło | Źródło | Źródło | Źródło |
| --- | ----------- | ----------- | ----------- | ---------- | ---------------------- | ---------- | ---------------------- | --------- | ------------- | --------- | --------------- | --------------- | ------------ | ------ | ------------ | --------- | --------- | ------ | --------------- | ------------ | ------------------- | ------- | ------- | ------- | ------ | ------ | ------ | ------ | ------ | ------ | ------ | ------ | ------ | ------ | ------ | ------ | ------ | ------ | ------ | ------ | ------ | ------ | ------ | ------ | ------ | ------ | ------ | ------ | ------ |
| Sezon 1989/1990                                                                                                   |             |             |             |            |                        |            |                        |           |               |           |                 |                 |              |        |              |           |           |        |                 |              |                     |         |         |         |        |        |        |        |        |        |        |        |        |        |        |        |        |        |        |        |        |        |        |        |        |        |        |        |        |
| Thunder Bay | Thunder Bay | Lake Placid | Lake Placid | Sapporo    | Sapporo                | Oberstdorf | Garmisch-Partenkirchen | Innsbruck | Bischofshofen | Harrachov | Liberec         | Zakopane        | Sankt Moritz | Gstaad | Engelberg    | Predazzo  | Predazzo  | Lahti  | Lahti           | Örnsköldsvik | Sollefteå           | Raufoss | Planica | Planica | punkty |        |        |        |        |        |        |        |        |        |        |        |        |        |        |        |        |        |        |        |        |        |        |        |        |
| - | -           | -           | -           | -          | -                      | -          | -                      | -         | -             | -         | -               | -               | -            | -      | -            | -         | -         | -      | 71              | -            | -                   | -       | -       | -       | 0      |        |        |        |        |        |        |        |        |        |        |        |        |        |        |        |        |        |        |        |        |        |        |        |        |
| Sezon 1990/1991                                                                                                   |             |             |             |            |                        |            |                        |           |               |           |                 |                 |              |        |              |           |           |        |                 |              |                     |         |         |         |        |        |        |        |        |        |        |        |        |        |        |        |        |        |        |        |        |        |        |        |        |        |        |        |        |
| Lake Placid | Lake Placid | Thunder Bay | Thunder Bay | Sapporo    | Sapporo                | Oberstdorf | Garmisch-Partenkirchen | Innsbruck | Bischofshofen | Oberhof   | Bad Mitterndorf | Bad Mitterndorf | Lahti        | Lahti  | Bollnäs      | Falun     | Trondheim | Oslo   | Planica         | Planica      | Szczyrbskie Jezioro | punkty  | punkty  | punkty  | punkty | punkty | punkty | punkty | punkty | punkty | punkty | punkty | punkty | punkty | punkty | punkty | punkty | punkty | punkty | punkty |        |        |        |        |        |        |        |        |        |
| - | -           | -           | -           | -          | -                      | -          | -                      | -         | -             | q         | -               | -               | 56           | 45     | -            | -         | -         | -      | -               | -            | -                   | 0       | 0       | 0       | 0      | 0      | 0      | 0      | 0      | 0      | 0      | 0      | 0      | 0      | 0      | 0      | 0      | 0      | 0      | 0      |        |        |        |        |        |        |        |        |        |
| Sezon 1991/1992                                                                                                   |             |             |             |            |                        |            |                        |           |               |           |                 |                 |              |        |              |           |           |        |                 |              |                     |         |         |         |        |        |        |        |        |        |        |        |        |        |        |        |        |        |        |        |        |        |        |        |        |        |        |        |        |
| Thunder Bay | Thunder Bay | Sapporo     | Sapporo     | Oberstdorf | Garmisch-Partenkirchen | Innsbruck  | Bischofshofen          | Predazzo  | Sankt Moritz  | Engelberg | Oberstdorf      | Oberstdorf      | Lahti        | Lahti  | Örnsköldsvik | Trondheim | Trondheim | Oslo   | MŚL – Harrachov | Planica      | punkty              | punkty  | punkty  | punkty  | punkty | punkty | punkty | punkty | punkty | punkty | punkty | punkty | punkty | punkty | punkty | punkty | punkty | punkty | punkty |        |        |        |        |        |        |        |        |        |        |
| - | -           | -           | -           | -          | -                      | -          | -                      | -         | -             | -         | -               | -               | -            | 51     | -            | -         | -         | -      | -               | -            | 0                   | 0       | 0       | 0       | 0      | 0      | 0      | 0      | 0      | 0      | 0      | 0      | 0      | 0      | 0      | 0      | 0      | 0      | 0      |        |        |        |        |        |        |        |        |        |        |
| Legenda |             |             |             |            |                        |            |                        |           |               |           |                 |                 |              |        |              |           |           |        |                 |              |                     |         |         |         |        |        |        |        |        |        |        |        |        |        |        |        |        |        |        |        |        |        |        |        |        |        |        |        |        |
| 1 2 3 4-10 11-15 poniżej 15 dq – dyskwalifikacja q – zawodnik nie zakwalifikował się - – zawodnik nie wystartował |             |             |             |            |                        |            |                        |           |               |           |                 |                 |              |        |              |           |           |        |                 |              |                     |         |         |         |        |        |        |        |        |        |        |        |        |        |        |        |        |        |        |        |        |        |        |        |        |        |        |        |        |

## Puchar Kontynentalny

### Miejsca w poszczególnych konkursachPucharu Kontynentalnego
| Źródło                                                                        | Źródło      | Źródło         | Źródło  | Źródło | Źródło       | Źródło      | Źródło | Źródło  | Źródło  | Źródło    | Źródło    | Źródło   | Źródło   | Źródło     | Źródło     | Źródło  | Źródło        | Źródło        | Źródło    | Źródło    | Źródło           | Źródło  | Źródło  | Źródło | Źródło   | Źródło   | Źródło              | Źródło              | Źródło | Źródło | Źródło | Źródło    | Źródło | Źródło | Źródło | Źródło | Źródło | Źródło | Źródło | Źródło | Źródło | Źródło | Źródło | Źródło | Źródło | Źródło | Źródło | Źródło | Źródło | Źródło | Źródło | Źródło | Źródło | Źródło | Źródło | Źródło | Źródło | Źródło | Źródło |
| ----------------------------------------------------------------------------- | ----------- | -------------- | ------- | ------ | ------------ | ----------- | ------ | ------- | ------- | --------- | --------- | -------- | -------- | ---------- | ---------- | ------- | ------------- | ------------- | --------- | --------- | ---------------- | ------- | ------- | ------ | -------- | -------- | ------------------- | ------------------- | ------ | ------ | ------ | --------- | ------ | ------ | ------ | ------ | ------ | ------ | ------ | ------ | ------ | ------ | ------ | ------ | ------ | ------ | ------ | ------ | ------ | ------ | ------ | ------ | ------ | ------ | ------ | ------ | ------ | ------ | ------ |
| Sezon 1993/1994                                                               |             |                |         |        |              |             |        |         |         |           |           |          |          |            |            |         |               |               |           |           |                  |         |         |        |          |          |                     |                     |        |        |        |           |        |        |        |        |        |        |        |        |        |        |        |        |        |        |        |        |        |        |        |        |        |        |        |        |        |        |        |
| Lillehammer                                                                   | Lillehammer | Oberwiesenthal | Lauscha | Wörgl  | Sankt Moritz | Sankt Aegyd | Gallio | Sapporo | Sapporo | Willingen | Willingen | Ironwood | Ironwood | Ruhpolding | Saalfelden | Planica | Iron Mountain | Iron Mountain | Ishpeming | Schönwald | Titisee-Neustadt | Calgary | Calgary | Zaō    | Zakopane | Zakopane | Szczyrbskie Jezioro | Szczyrbskie Jezioro | Sprova | Sprova | Ruka   | Rovaniemi | punkty |        |        |        |        |        |        |        |        |        |        |        |        |        |        |        |        |        |        |        |        |        |        |        |        |        |        |
| -                                                                             | -           | -              | -       | -      | -            | -           | -      | -       | -       | -         | -         | -        | -        | -          | -          | -       | -             | -             | -         | -         | -                | -       | -       | -      | -        | -        | -                   | -                   | -      | -      | -      | 47        | 0      |        |        |        |        |        |        |        |        |        |        |        |        |        |        |        |        |        |        |        |        |        |        |        |        |        |        |
| Legenda                                                                       |             |                |         |        |              |             |        |         |         |           |           |          |          |            |            |         |               |               |           |           |                  |         |         |        |          |          |                     |                     |        |        |        |           |        |        |        |        |        |        |        |        |        |        |        |        |        |        |        |        |        |        |        |        |        |        |        |        |        |        |        |
| 1 2 3 4-10 11-30 poniżej 30 dq – dyskwalifikacja - – zawodnik nie wystartował |             |                |         |        |              |             |        |         |         |           |           |          |          |            |            |         |               |               |           |           |                  |         |         |        |          |          |                     |                     |        |        |        |           |        |        |        |        |        |        |        |        |        |        |        |        |        |        |        |        |        |        |        |        |        |        |        |        |        |        |        |